# 姚河乡
姚河乡，是中华人民共和国安徽省安庆市岳西县下辖的一个乡镇级行政单位。

## 行政区划
姚河乡下辖以下地区：
龙王村、香炉村、沈桥村、马石村、梯岭村和姚河村。